# Brendan Damien McKay
Pour les articles homonymes, voir McKay.
Brendan Damien McKay, né le 26 octobre 1951 à Melbourne (Australie), est professeur émérite à la Research School of Computer Science de l'université nationale australienne. Sa spécialité mathématique est la combinatoire. Il est aussi connu pour ses contributions à la réfutation de la théorie du code de la Bible.

## Carrière
McKay a obtenu un Ph.D. en mathématiques à l'université de Melbourne en 1980. Sa thèse, intitulée Topics in Computational Graph Theory, a été préparée sous la direction de Derek Holton. Il est ensuite professeur assistant en informatique à l'université Vanderbilt de Nashville (1980–1983), puis lecturer (1983-1989) à l'université nationale australienne, enfin reader (1990-1998) et finalement professeur d'informatique à l'université nationale australienne depuis 1998.
Il a reçu la médaille de la Société mathématique australienne en 1990. Il est élu fellow de l'Académie des sciences australienne en 1997. Il est et a été éditeur dans plusieurs journaux mathématiques, notamment Electronic Journal of Combinatorics, le Australasian Journal of Combinatorics et le SIAM Journal on Discrete Mathematics. Il a aussi été longtemps membre du conseil de la Combinatorial Mathematics Society of Australasia (en).
McKay a été conférencier invité au congrès international des mathématiciens de 2010 à Hyderabad, dans la session de Combinatoire. Son nombre d'Erdős est égal à 1.

## Mathématiques
McKay est auteur de nombreux articles,. Ses contributions principales sont :
- un algorithme pratique pour le problème de l'isomorphisme de graphes et son implémentation dans NAUTY (sigle pour « No AUTomorphisms, Yes? »)[6].
- avec Stanisław Radziszowski (en) la preuve que le nombre de Ramsay R(4,5) est égal à 25[7]
- avec Radziszowski toujours, démonstration qu'il n'existe pas de plan en blocs (design combinatoire) de type {\displaystyle 4-(12,6,6)}[8] ;
- avec Gunnar Brinkmann, la détermination du nombre de posets sur 16 points[9] ;
- avec Ian Wanless le calcul du nombre de carrés latins de taille 11[10],[11].
- avec Brinkmann, il a développé le programme plantri pour engendrer des triangulation planaires et des graphes planaires cubiques[12].

## Chiffre biblique
En dehors de sa spécialité mathématique, McKay est surtout connu pour son travail collaboratif avec un groupe de mathématiciens israéliens tels que Dror Bar-Natan (en) et Gil Kalai, en collaboration avec Maya Bar-Hillel, qui réfute une théorie du code de la Bible selon laquelle le Tanakh, le texte hébreu de la Bible, contient de façon chiffrée des détails prédisant des événements historiques futurs. L'article correspondant a été accepté pour publication dans une revue scientifique évaluée par des pairs en 1994,,. La réfutation, accompagnée d'un document écrit par un mathématicien anonyme, fait valoir que les motifs de la Bible censés indiquer un message caché, provenant d'une source divine ou ayant un pouvoir prédictif, peuvent être trouvés tout aussi facilement dans d'autres œuvres, comme Guerre et Paix.

La théorie pourtant discréditée a été reprise par Michael Drosnin,. Drosnin affirme avoir été convaincu par cette théorie quand l'un de ses représentants a déclaré que la Torah prédisait la guerre en Irak. Il a exprimé publiquement sa certitude que de tels messages codés ne pouvaient être trouvés dans aucun autre texte que la Bible et, dans une interview avec Newsweek, il a lancé le défi :
When my critics find a message about the assassination of a prime minister encrypted in Moby-Dick, I'll believe them.
En utilisant la méthode de décryptage de la Bible adoptée par le groupe dirigé par Eliyahu Rips, McKay a rapidement trouvé neuf références à l'assassinat d'Yitzhak Rabin dans le livre d'Herman Melville. Il a également montré que la même technique lui permet de trouver des mentions de Diana Spencer, de son amant Dodi Fayed et leur chauffeur Henri Paul dans ce même roman.
Cette démystification de la théorie selon laquelle la Bible crypte les messages secrets concernant l'histoire mondiale future a acquis à McKay une notoriété internationale dépassant son domaine spécifique de la combinatoire,,.